# Onești
Onești (pronunciació en romanès: [oˈneʃtʲ]; hongarès: Ónfalva) és una ciutat del comtat de Bacău, Romania, amb una població de 39.172 habitants. Es troba a la regió històrica de Moldàvia.
Administrativament, els pobles de Slobozia i Borzești formen part d'Onești.

## Història

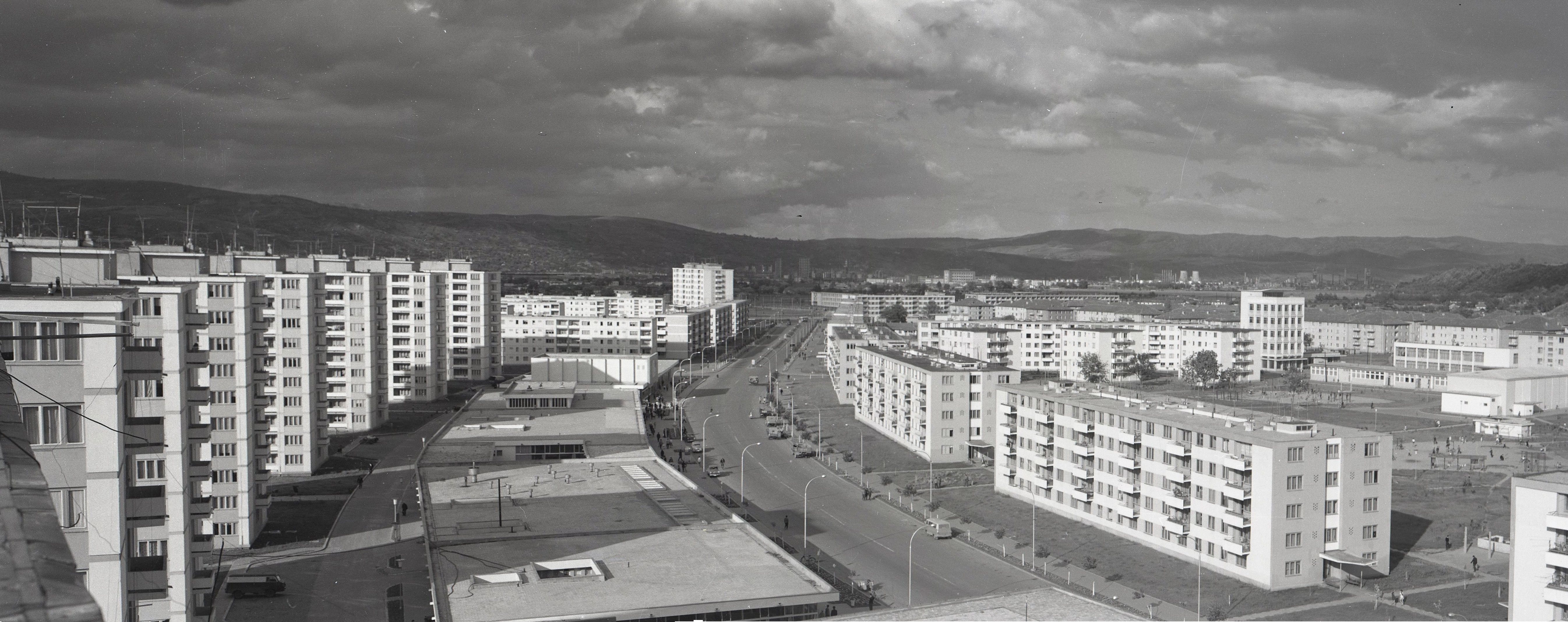
Onești el 1965

La localitat es va fundar com a poble el 14 de desembre de 1458. El 1952, les autoritats comunistes van decidir construir una gran plataforma industrial petroquímica i una nova ciutat relacionada a la zona dels pobles de Onești i Borzești. Borzești, segons la llegenda, va ser el lloc de naixement d'Esteve III de Moldàvia. És el lloc de l'església de Borzești, que es va construir a les seves ordres entre 1493 i 1494.
A la mort del líder comunista Gheorghe Gheorghiu-Dej el març de 1965, Onești va passar a anomenar -se Gheorghe Gheorghiu-Dej, però el nom es va canviar el 1996.
Per sobre del districte Malu, a la part dreta del riu Cașin, es van descobrir fragments arqueològics d'un assentament que data del Neolític.

## Geografia
Onești es troba a la depressió de Tazlău-Cașin dels Carpats Orientals a una altitud mitjana de 210 metres (690 ft). Es troba a la confluència dels rius Trotuş, Casin, Oituz i Tazlau, un 60 km (37 mi) sud-oest de la capital del comtat, Bacău. La ciutat està travessada per la carretera europea E574 i per les carreteres nacionals DN11A i DN12A que la connecten amb Bucarest, amb la part nord del país i amb Transsilvània. Les connexions ferroviàries es realitzen a través de la xarxa Căile Ferate Române i la proposta d'autopista A13 Brașov – Bacău enllaçarà la ciutat amb la resta de la xarxa d'autopistes de Romania com a segona connexió amb les principals ciutats del país.

## Demografia
Plantilla:Historical populations

## Economia
Borzești és un barri al sud-est de Onești, sota administració independent fins al 1968. Allà es troba la planta petroquímica de Borzești.

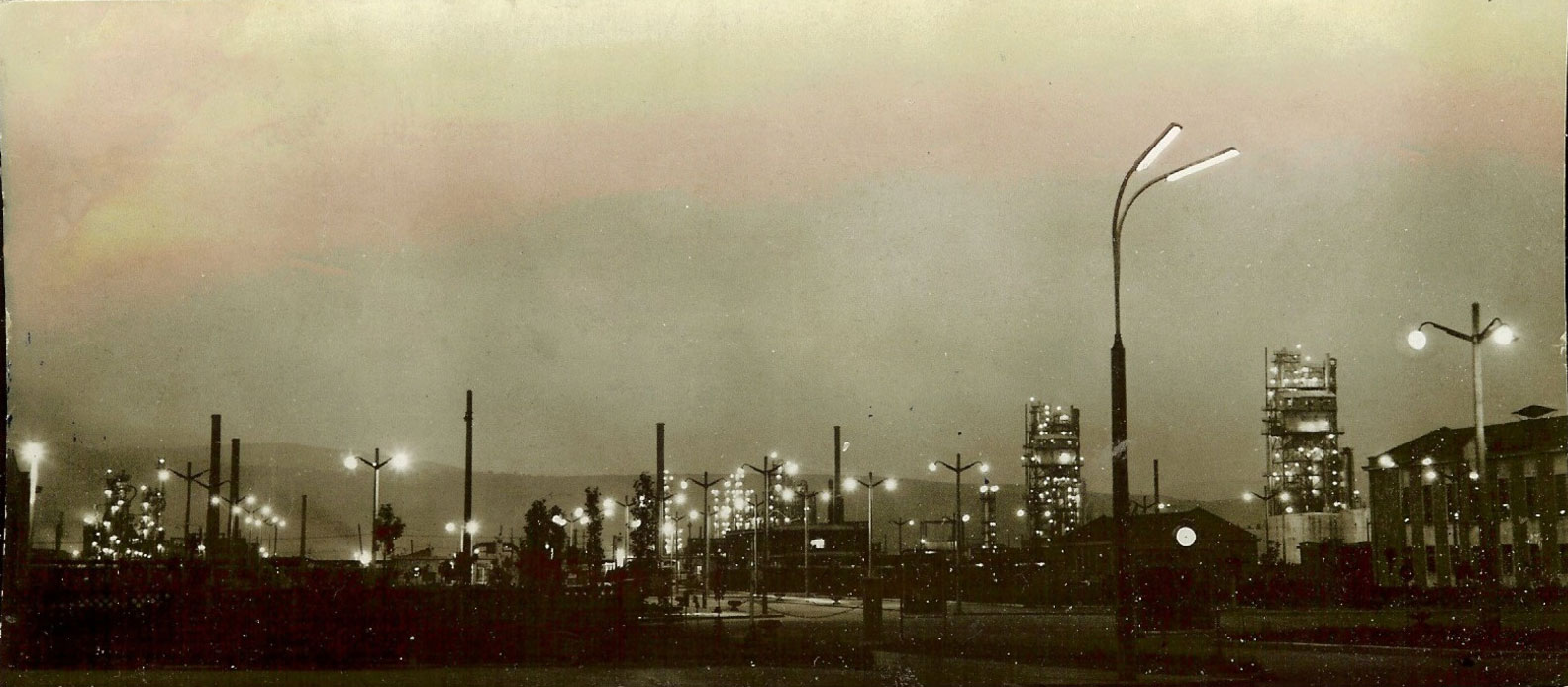
No. 10 Oil Refinery (RAFO Onești) in 1968
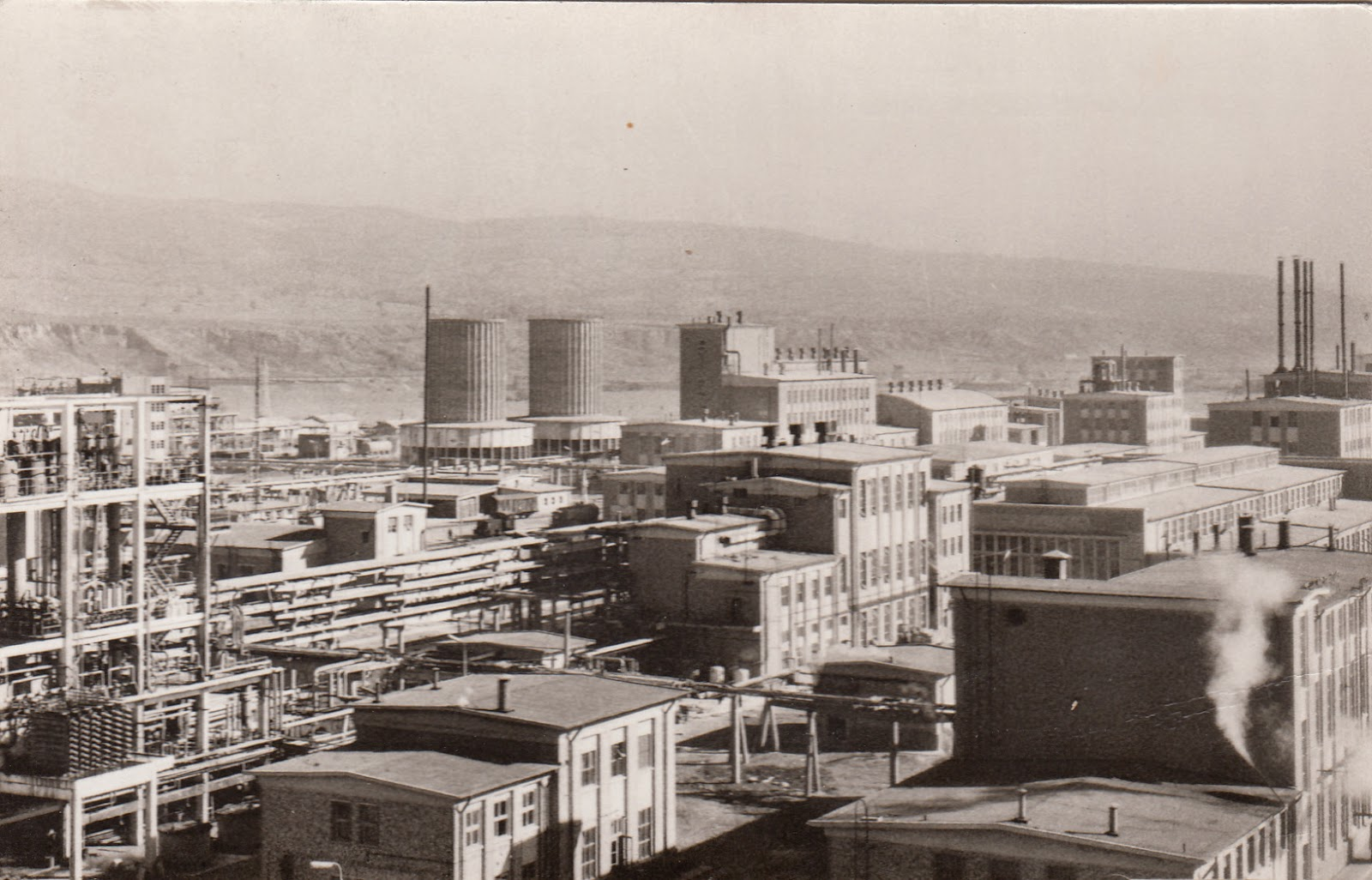
Borzești Chemical Plant (Chimcomplex) in the 1960s
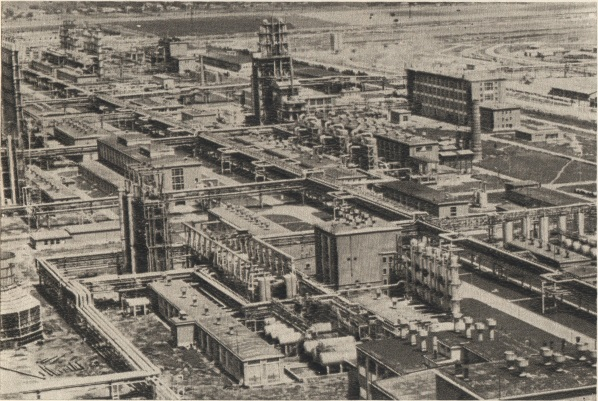
Synthetic Rubber Plant (Carom Onești)
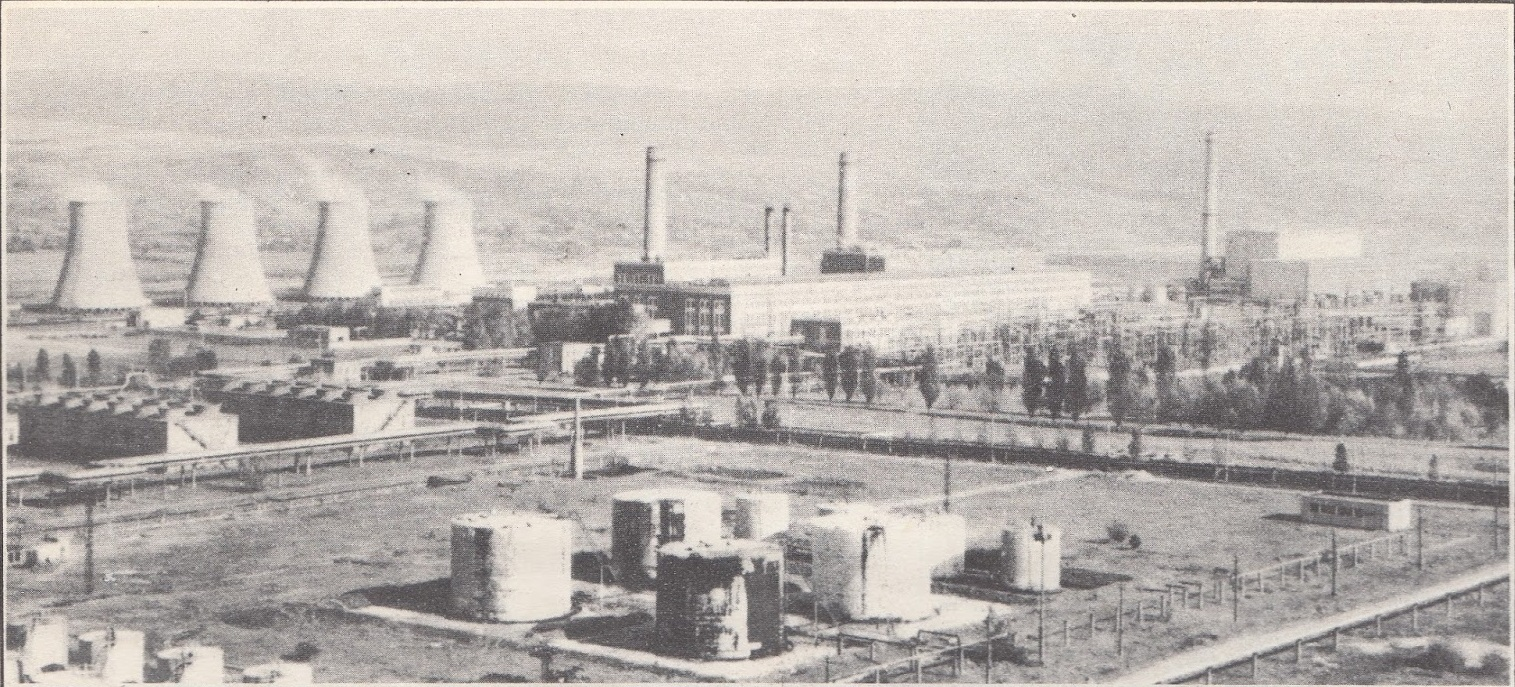
Borzești Power Station
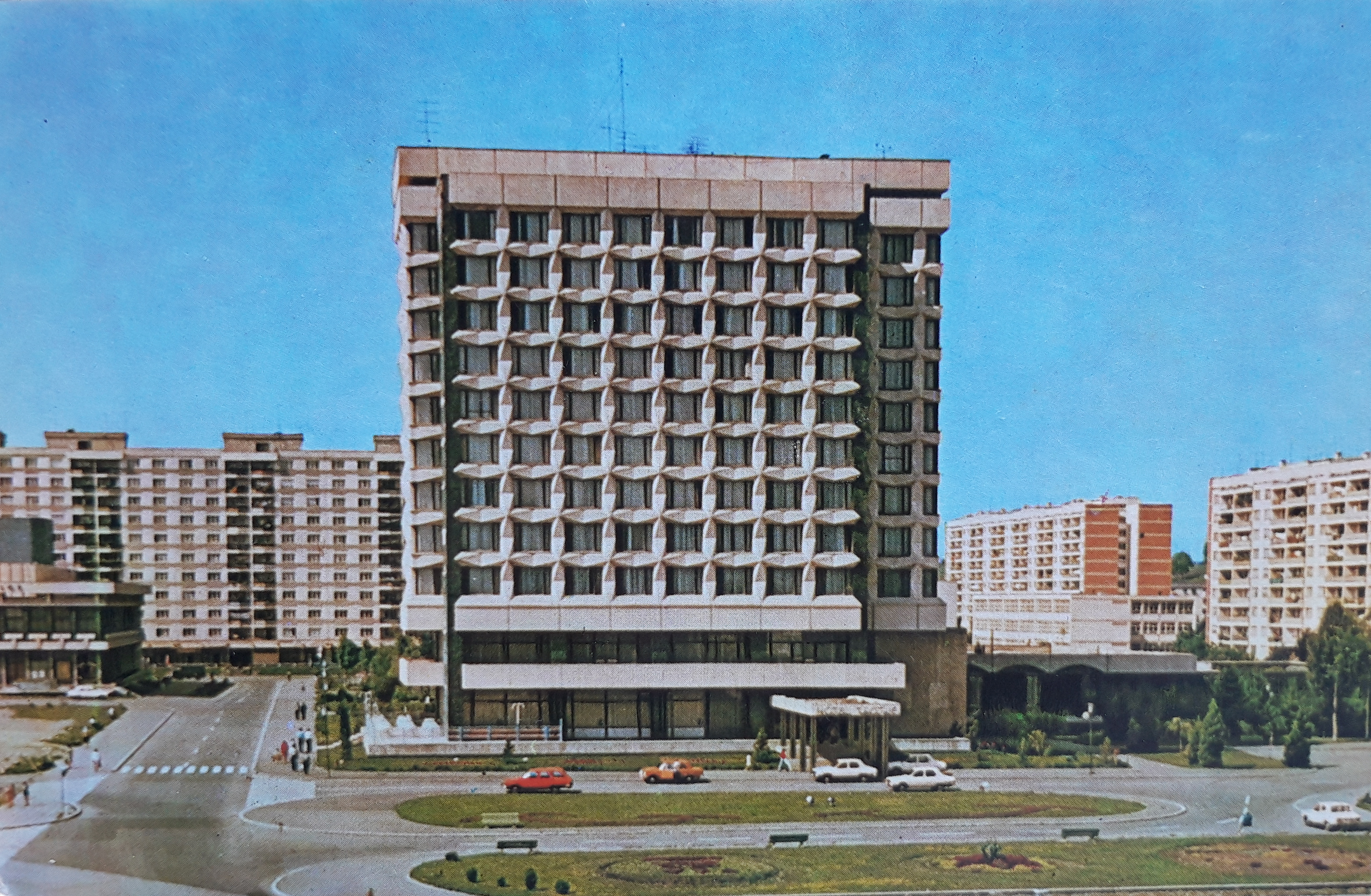
Hotel Trotuș in the 1980s
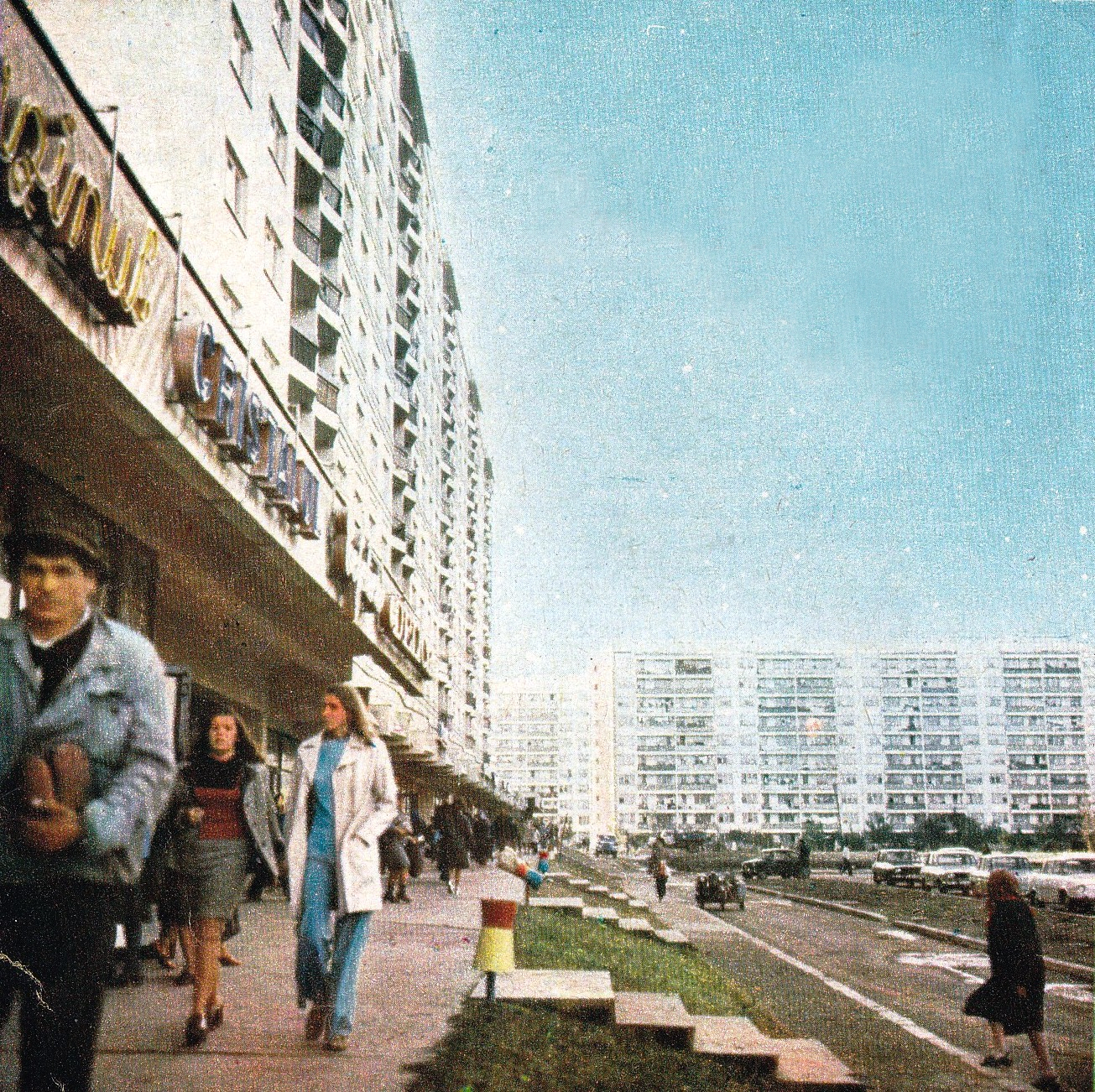
City in the 1970s

## Cultura
Sant Nicolau és el patró de la ciutat, els habitants de la qual són predominantment ortodoxos romanesos. El dia de Sant Nicolau, el 6 de desembre, és el dia municipal d'Onești.
Les atraccions turístiques més populars són el turó de Perchiu i la Creu de l'Heroi des del cim del turó esmentat, el Museu d'Història Municipal, un monument d'acer dedicat al poeta nacional romanès Mihai Eminescu i el parc de la ciutat.

## Fills il·lustres
- Diana Chelaru, gimnasta
- Nadia Comăneci, gimnasta
- Daniel Dines, empresari
- Teodora Enache, cantant de jazz
- Georgeta Gabor, gimnasta
- Loredana Groza, cantant
- Ana Maria Pavăl, lluitadora

## Ciutats germanes
- Strășeni, Moldova (2015)[7]
- Skien, Norway
- Eysines, France